# Boron (Território de Belfort)
Boron é uma comuna francesa na região administrativa da Borgonha-Franco-Condado, no departamento do Território de Belfort. Estende-se por uma área de 6.05 km², e possui 484 habitantes, segundo o censo de 2018, com uma densidade de 80 hab/km².